# Erik Matti
Eric Charles Matti (nascut el 21 de desembre de 1970), conegut professionalment com Erik Matti, és un cineasta filipí. És conegut per dirigir On the Job (2013), Honor Thy Father (2015), Seklusyon (2016), BuyBust (2018) i On the Job: The Missing 8 (2021).
Matti va cofundar la productora Reality Entertainment amb Dondon Monteverde, fill de la productora de cinema Lily Monteverde. Matti i Monteverde també van cofundar el servei de streaming Upstream PH.

## Biografia
Matti és de Bacolod. És el sisè (i més petit) fill d'Enrique, un ateu agent de duanes, i de Julieta, una empleada del govern criada en una família "considerada gàngster". Del seu difunt pare, Matti va recordar que era "un intel·lectual i mai va veure el treball com una cosa a la qual dedicar-se. Era un somiador i un debatidor."
Matti es va graduar de primària i secundària al Colegio San Agustin-Bacolod. Va estudiar la universitat a la Universitat de St. La Salle inicialment com a estudiant de biologia, però finalment es va centrar en la comunicació de masses. Malgrat els seus sis anys a la universitat, no es va graduar.
La carrera d'Erik Matti a la indústria del cinema va començar quan va ser contractat per supervisar la continuïtat del guió de la pel·lícula de superherois de 1994 Mars Ravelo's Darna! Ang Pagbabalik.
El seu nou projecte, la sèrie de televisió The Squatter, va guanyar el premi de desenvolupament a la secció Seriesmakers de Series Mania 2024. L'espectacle està produït per Ronald Monteverde.

## Vida personal
Matti està casat amb el guionista Michiko Yamamoto. Políticament és un crític obert de Rodrigo Duterte, en part a causa de la proclamació pel president filipí de la llei marcial durant la crisi Marawi. Com a tal, Matti va provocar crítiques per maleir els partidaris de Duterte a les xarxes socials.

## Filmografia

### Cinema
| Any  | Títol                                                 | Director | Guionista | Ref. |
| ---- | ----------------------------------------------------- | -------- | --------- | ---- |
| 1996 | Magic Temple                                          | No       | Sí        |      |
| 1999 | Scorpio Nights 2                                      | Sí       | Sí        |      |
| 1999 | Ekis: Walang Tatakas                                  | Sí       | Sí        |      |
| 2000 | Pedro Penduko, Episode II: The Return of the Comeback | Sí       | No        |      |
| 2001 | Sa Huling Paghihintay                                 | Sí       | No        |      |
| 2001 | Dos Ekis                                              | Sí       | No        |      |
| 2002 | Prosti                                                | Sí       | No        |      |
| 2003 | Mano Po 2: My Home                                    | Sí       | No        |      |
| 2004 | Gagamboy                                              | Sí       | No        |      |
| 2004 | Pa-siyam                                              | Sí       | No        |      |
| 2005 | Exodus: Tales from the Enchanted Kingdom              | Sí       | No        |      |
| 2009 | The Arrival                                           | Sí       | Sí        |      |
| 2012 | Tiktik: The Aswang Chronicles                         | Sí       | Sí        |      |
| 2012 | Rigodon                                               | Sí       | No        |      |
| 2013 | On the Job                                            | Sí       | Sí        |      |
| 2014 | Kubot: The Aswang Chronicles 2                        | Sí       | No        |      |
| 2014 | ABCs of Death 2 (Segment: 'I is for Invincible')      | Sí       | Sí        |      |
| 2015 | Honor Thy Father                                      | Sí       | No        |      |
| 2016 | Seklusyon                                             | Sí       | No        |      |
| 2018 | BuyBust                                               | Sí       | Sí        |      |
| 2019 | Kuwaresma                                             | Sí       | No        |      |
| 2021 | A Girl and A Guy                                      | Sí       | No        |      |
| 2021 | On the Job: The Missing 8                             | Sí       | No        |      |

### Televisió
| Any  | Títol      | Director | Productor | Guionista | Notes |
| ---- | ---------- | -------- | --------- | --------- | ----- |
| 2021 | On the Job | Sí       | Sí        | Sí        |       |

## Premis
| Any  | Premi                               | Categoria                                       | Treball                                       | Resultat  | Ref.   |
| ---- | ----------------------------------- | ----------------------------------------------- | --------------------------------------------- | --------- | ------ |
| 1996 | 22è Festival de Cinema Metro Manila | Millor història original                        | Magic Temple (amb Peque Gallaga i Lore Reyes) | Guanyador | [ 10 ] |
| 1996 | 22è Festival de Cinema Metro Manila | Millor guió                                     | Magic Temple (amb Peque Gallaga i Lore Reyes) | Guanyador | [ 10 ] |
| 2014 | 30th PMPC Star Awards for Movies    | Director de fotografia de l’any                 | On the Job                                    | Guanyador |        |
| 2014 | 30th PMPC Star Awards for Movies    | Director de cinema de l’any                     | On the Job                                    | Guanyador |        |
| 2015 | 41è Festival de Cinema Metro Manila | Millor director                                 | Honor Thy Father                              | Guanyador | [ 11 ] |
| 2015 | 41è Festival de Cinema Metro Manila | Millor història original (amb Michiko Yamamoto) | Honor Thy Father                              | Nominat   | [ 11 ] |
| 2016 | 42è Festival de Cinema Metro Manila | Millor director                                 | Seklusyon                                     | Guanyador | [ 10 ] |
| 2020 | ContentAsia Awards                  | Millor director                                 | Food Lore (episodi: 'Island of Dreams')       | Guanyador | [ 12 ] |
| 2022 | 50ns Premis Emmy Internacionals     | Millor pel·lícula de televisió o minisèrie      | On the Job                                    | Nominat   |        |